# Estados Unidos nos Jogos Olímpicos
Os Estados Unidos da América enviaram atletas para todas as edições dos Jogos Olímpicos da Era Moderna, exceto para os Jogos Olímpicos de Verão de 1980, por conta de seu boicote.
O Comitê Olímpico dos Estados Unidos é o Comitê Olímpico Nacional dos Estados Unidos.
Tom Burke foi o primeiro atleta a representar os Estados Unidos nas Olimpíadas. Ele ficou em primeiro lugar nos 100 e nos 400 metros livres em 1896 em Atenas, Grécia.
Atletas americanos ganharam um total de 2523 medalhas nos Jogos Olímpicos de Verão (1.022 de ouro) e outras 305 (105 de ouro) nos Jogos Olímpicos de Inverno. Com relação ao primeiro, a maioria das medalhas foram conquistadas no atletismo (828) e na natação (582). Já em relação aos esportes de inverno, os Estados Unidos são o único país a ganhar pelo menos uma medalha de ouro em cada edição dos Jogos de Inverno, e ficaram em primeiro lugar na contagem geral de medalhas nos Jogos Olímpicos de Inverno de 1932 e nos Jogos Olímpicos de Inverno de 2010. 
No quadro geral histórico de medalhas de todos as edições de Jogos Olímpicos, incluindo as edições de Verão e de Inverno, os EUA figuram em primeiro lugar, mesmo se todas as encarnações da Rússia e da Alemanha forem combinadas. Essas conquistas são ainda mais impressionantes considerando o fato de que a equipe olímpica americana continua a ser a única do mundo a não receber financiamento governamental.
Nos Jogos Olímpicos de Verão, são 3 os esportes que o país jamais conquistou uma medalha sequer, seja ela de ouro, prata ou bronze: badminton, handebol e tênis de mesa. No que tange ao handebol, este esporte é tão amador nos Estados Unidos que eles por vezes sequer conseguem se classificar para a disputa dos Jogos Pan Americanos.
Com relação aos Jogos Olímpicos de Inverno, somente no biatlo o país jamais conquistou nenhuma medalha. Além disso, o biatlo, se soma ao luge e ao salto de esqui como as únicas modalidades em que os Estados Unidos não conquistaram nenhuma uma medalha de ouro.

## Sede dos Jogos
Os Estados Unidos foram sede dos Jogos Olímpicos em 8 ocasiões, 4 nos Jogos de Verão e 4 nos de Inverno. Em 2028, a cidade de Los Angeles sediará pela terceira vez as Olimpíadas de Verão.
| Jogos                              | Cidade-sede              | Datas                      | Nações | Participantes | Eventos |
| ---------------------------------- | ------------------------ | -------------------------- | ------ | ------------- | ------- |
| Jogos Olímpicos de Verão de 1904   | St. Louis, Missouri      | 1º de julho–23 de novembro | 12     | 651           | 91      |
| Jogos Olímpicos de Inverno de 1932 | Lake Placid, Nova Iorque | 7 a 15 de fevereiro        | 17     | 252           | 14      |
| Jogos Olímpicos de Verão de 1932   | Los Angeles, Califórnia  | 30 de julho–14 de Agosto   | 37     | 1,332         | 117     |
| Jogos Olímpicos de Inverno de 1960 | Squaw Valley, Califórnia | 2 a 20 de fevereiro        | 30     | 665           | 27      |
| Jogos Olímpicos de Inverno de 1980 | Lake Placid, Nova Iorque | 13 a 24 de fevereiro       | 37     | 1,072         | 38      |
| Jogos Olímpicos de Verão de 1984   | Los Angeles, Califórnia  | 28 de julho–12 de agosto   | 140    | 6,829         | 221     |
| Jogos Olímpicos de Verão de 1996   | Atlanta, Geórgia         | 19 de julho–4 de agosto    | 197    | 10,318        | 271     |
| Jogos Olímpicos de Inverno de 2002 | Salt Lake City, Utah     | 8 a 24 de fevereiro        | 77     | 2,399         | 78      |
| Jogos Olímpicos de Verão de 2028   | Los Angeles, Califórnia  | 21 de julho–6 de agosto    | -      | -             | -       |

## Resultados dos Jogos

### Medalhas por Jogos de Verão
| Jogos                        | Ouro           | Prata          | Bronze         | Total          |
| 1896 Atenas                  | 11             | 7              | 2              | 20             |
| 1900 Paris                   | 19             | 14             | 14             | 47             |
| 1904 St. Louis (país-sede)   | 78             | 82             | 72             | 239            |
| 1908 Londres                 | 23             | 12             | 12             | 47             |
| 1912 Estocolmo               | 25             | 19             | 19             | 63             |
| 1920 Antuérpia               | 41             | 27             | 27             | 95             |
| 1924 Paris                   | 45             | 27             | 27             | 99             |
| 1928 Amsterdã                | 22             | 18             | 16             | 56             |
| 1932 Los Angeles (país-sede) | 41             | 32             | 30             | 103            |
| 1936 Berlim                  | 24             | 20             | 12             | 56             |
| 1948 Londres                 | 38             | 27             | 19             | 84             |
| 1952 Helsinque               | 40             | 19             | 17             | 76             |
| 1956 Melbourne/Estocolmo     | 56             | 25             | 17             | 74             |
| 1960 Roma                    | 34             | 56             | 16             | 71             |
| 1964 Tóquio                  | 36             | 26             | 28             | 90             |
| 1968 Cidade do México        | 45             | 28             | 34             | 107            |
| 1972 Munique                 | 33             | 31             | 30             | 94             |
| 1976 Montreal                | 34             | 35             | 25             | 94             |
| 1980 Moscou                  | Não participou | Não participou | Não participou | Não participou |
| 1984 Los Angeles (país-sede) | 83             | 61             | 30             | 174            |
| 1988 Seul                    | 36             | 31             | 27             | 94             |
| 1992 Barcelona               | 37             | 34             | 37             | 108            |
| 1996 Atlanta (país-sede)     | 44             | 32             | 25             | 101            |
| 2000 Sydney                  | 37             | 24             | 32             | 93             |
| 2004 Atenas                  | 36             | 39             | 26             | 101            |
| 2008 Pequim                  | 36             | 39             | 37             | 112            |
| 2012 Londres                 | 46             | 28             | 29             | 104            |
| 2016 Rio de Janeiro          | 46             | 37             | 38             | 121            |
| 2020 Tóquio                  | 39             | 41             | 33             | 113            |
| 2024 Paris                   | A definir      | A definir      | A definir      | A definir      |
| 2028 Los Angeles (país-sede) | A definir      | A definir      | A definir      | A definir      |
| Total                        | 1075           | 846            | 752            | 2673           |

### Medalhas por Jogos de Inverno
| Jogos                           | Ouro      | Prata     | Bronze    | Total     |
| 1924 Chamonix                   | 1         | 2         | 1         | 4         |
| 1928 St. Moritz                 | 2         | 2         | 2         | 6         |
| 1932 Lake Placid (país-sede)    | 6         | 4         | 2         | 12        |
| 1936 Garmisch-Partenkirchen     | 1         | 0         | 3         | 4         |
| 1948 St. Moritz                 | 3         | 4         | 2         | 9         |
| 1952 Oslo                       | 4         | 6         | 1         | 11        |
| 1956 Cortina d'Ampezzo          | 2         | 3         | 2         | 7         |
| 1960 Squaw Valley (país-sede)   | 3         | 4         | 3         | 10        |
| 1964 Innsbruck                  | 1         | 2         | 4         | 7         |
| 1968 Grenoble                   | 1         | 5         | 1         | 7         |
| 1972 Sapporo                    | 3         | 2         | 3         | 8         |
| 1976 Innsbruck                  | 3         | 3         | 4         | 10        |
| 1980 Lake Placid (país-sede)    | 6         | 4         | 2         | 12        |
| 1984 Sarajevo                   | 4         | 4         | 0         | 8         |
| 1988 Calgary                    | 2         | 1         | 3         | 6         |
| 1992 Albertville                | 5         | 4         | 2         | 11        |
| 1994 Lillehammer                | 6         | 5         | 2         | 13        |
| 1998 Nagano                     | 6         | 3         | 4         | 13        |
| 2002 Salt Lake City (país-sede) | 10        | 13        | 11        | 34        |
| 2006 Turim                      | 9         | 9         | 7         | 25        |
| 2010 Vancouver                  | 9         | 14        | 13        | 37        |
| 2014 Sóchi                      | 9         | 7         | 12        | 28        |
| 2018 Pyeongchang                | 9         | 8         | 6         | 23        |
| 2022 Pequim                     | A definir | A definir | A definir | A definir |
| 2026 Milão/Cortina d'Ampezzo    | A definir | A definir | A definir | A definir |
| Total                           | 105       | 113       | 89        | 307       |

## Medalhas por modalidade

### Medalhas por Esportes de Verão
| Esporte            | Ouro | Prata | Bronze | Total | Pos. geral |
| Atletismo          | 342  | 272   | 214    | 828   | 1          |
| Natação            | 268  | 188   | 152    | 608   | 1          |
| Lutas              | 60   | 47    | 44     | 151   | 2          |
| Tiro               | 57   | 31    | 28     | 116   | 1          |
| Boxe               | 50   | 27    | 41     | 118   | 1          |
| Saltos ornamentais | 49   | 48    | 47     | 144   | 1          |
| Ginástica          | 39   | 44    | 37     | 120   | 2          |
| Remo               | 33   | 32    | 24     | 89    | 1          |
| Basquetebol        | 25   | 2     | 3      | 30    | 1          |
| Tênis              | 21   | 6     | 12     | 39    | 1          |
| Vela               | 19   | 23    | 19     | 61    | 2          |
| Ciclismo           | 17   | 22    | 21     | 60    | 5          |
| Halterofilismo     | 16   | 17    | 13     | 46    | 3          |
| Tiro com arco      | 14   | 11    | 9      | 34    | 2          |
| Hipismo            | 11   | 23    | 20     | 54    | 5          |
| Voleibol de praia  | 7    | 2     | 2      | 11    | 1          |
| Canoagem           | 6    | 5     | 6      | 17    | 12         |
| Golfe              | 5    | 3     | 5      | 13    | 1          |
| Natação artística  | 5    | 2     | 2      | 9     | 2          |
| Voleibol           | 4    | 3     | 4      | 11    | 3          |
| Futebol            | 4    | 2     | 2      | 8     | 1          |
| Esgrima            | 3    | 9     | 15     | 27    | 13         |
| Polo aquático      | 3    | 5     | 4      | 12    | 4          |
| Taekwondo          | 3    | 2     | 5      | 10    | 3          |
| Softbol            | 3    | 2     | 0      | 5     | 1          |
| Judô               | 2    | 4     | 8      | 14    | 16         |
| Rúgbi              | 2    | 0     | 0      | 2     | 1          |
| Beisebol           | 1    | 1     | 2      | 4     | 2          |
| Triatlo            | 1    | 1     | 2      | 4     | 4          |
| Cabo de guerra     | 1    | 1     | 1      | 3     | 2          |
| Roque              | 1    | 1     | 1      | 3     | 1          |
| Basquetebol 3x3    | 1    | 0     | 0      | 1     | 1          |
| Jeu de paume       | 1    | 0     | 0      | 1     | 1          |
| Surfe              | 1    | 0     | 0      | 1     | 1          |
| Pentatlo moderno   | 0    | 6     | 3      | 9     | 13         |
| Polo               | 0    | 1     | 1      | 2     | 4          |
| Escalada esportiva | 0    | 1     | 0      | 1     | 4          |
| Lacrosse           | 0    | 1     | 0      | 1     | 2          |
| Maratona aquática  | 0    | 1     | 0      | 1     | 1          |
| Hóquei sobre grama | 0    | 0     | 2      | 2     | 18         |
| Skate              | 0    | 0     | 2      | 2     | 4          |
| Caratê             | 0    | 0     | 1      | 1     | 15         |
| Badminton          | 0    | 0     | 0      | 0     | -          |
| Handebol           | 0    | 0     | 0      | 0     | -          |
| Tênis de mesa      | 0    | 0     | 0      | 0     | -          |
| Total              | 1075 | 846   | 752    | 2673  | -          |

### Medalhas por Esportes de Inverno
| Esporte                                | Ouro | Prata | Bronze | Total |
| Patinação de velocidade                | 30   | 22    | 19     | 71    |
| Esqui alpino                           | 17   | 21    | 10     | 48    |
| Snowboard                              | 17   | 8     | 10     | 35    |
| Patinação artística                    | 16   | 17    | 21     | 54    |
| Esqui estilo livre                     | 11   | 13    | 9      | 33    |
| Bobsleigh                              | 8    | 11    | 9      | 28    |
| Hóquei no gelo                         | 4    | 12    | 2      | 18    |
| Patinação de velocidade em pista curta | 4    | 7     | 9      | 20    |
| Skeleton                               | 3    | 4     | 1      | 8     |
| Combinado nórdico                      | 1    | 3     | 0      | 4     |
| Esqui cross-country                    | 1    | 2     | 1      | 4     |
| Curling                                | 1    | 0     | 1      | 2     |
| Luge                                   | 0    | 3     | 3      | 6     |
| Salto de esqui                         | 0    | 0     | 1      | 1     |
| Biatlo                                 | 0    | 0     | 0      | 0     |
| Total                                  | 113  | 123   | 96     | 332   |

## Porta-bandeiras
| Jogos                 | Atleta                 | Esporte            |
| --------------------- | ---------------------- | ------------------ |
| 1908 Londres          | Ralph Rose             | Atletismo          |
| 1912 Estocolmo        | George Bonhag          | Atletismo          |
| 1920 Antuérpica       | Patrick McDonald       | Atletismo          |
| 1924 Paris            | Patrick McDonald       | Atletismo          |
| 1928 Amsterdã         | Bud Houser             | Atletismo          |
| 1932 Los Angeles      | Morgan Taylor          | Atletismo          |
| 1936 Berlim           | Al Jochim              | Ginástica          |
| 1948 Londres          | Ralph Craig            | Vela               |
| 1952 Helsinque        | Norman Armitage        | Esgrima            |
| 1956 Melbourne        | Norman Armitage        | Esgrima            |
| 1960 Roma             | Rafer Johnson          | Atletismo          |
| 1964 Tóquio           | Parry O'Brien          | Atletismo          |
| 1968 Cidade do México | Janice Romary          | Esgrima            |
| 1972 Munique          | Olga Fikotova Connolly | Atletismo          |
| 1976 Montreal         | Gary Hall              | Natação            |
| 1980 Moscou           | EUA não participou     | EUA não participou |
| 1984 Los Angeles      | Ed Burke               | Atletismo          |
| 1988 Seul             | Evelyn Ashford         | Atletismo          |
| 1992 Barcelona        | Francie Larrieu-Smith  | Atletismo          |
| 1996 Atlanta          | Bruce Baumgartner      | Lutas              |
| 2000 Sydney           | Cliff Meidl            | Canoagem           |
| 2004 Atenas           | Dawn Staley            | Basquetebol        |
| 2008 Pequim           | Lopez Lomong           | Atletismo          |
| 2012 Londres          | Mariel Zagunis         | Esgrima            |
| 2016 Rio de Janeiro   | Michael Phelps         | Natação            |
| 2020 Tóquio           | Eddy Alvarez           | Beisebol           |
| 2020 Tóquio           | Sue Bird               | Basquetebol        |

| Jogos               | Atleta          | Esporte                                |
| ------------------- | --------------- | -------------------------------------- |
| 1924 Chamonix       | Clarence Abel   | Hóquei no gelo                         |
| 1928 St. Moritz     | Godfrey Dewey   | Presidente                             |
| 1932 Lake Placid    | Billy Fiske     | Bobsleigh                              |
| 1936 Garmisch       | Rolf Monsen     | Esqui cross-country                    |
| 1948 St. Moritz     | Jack Heaton     | Skeleton e Bobsleigh                   |
| 1952 Oslo           | Jim Bickford    | Bobsleigh                              |
| 1956 Cortina        | Jim Bickford    | Bobsleigh                              |
| 1960 Squaw Valley   | Don McDermott   | Patinação de velocidade                |
| 1964 Innsbruck      | Bill Disney     | Patinação de velocidade                |
| 1968 Grenoble       | Terry McDermott | Patinação de velocidade                |
| 1972 Sapporo        | Dianne Holum    | Patinação de velocidade                |
| 1976 Innsbruck      | Cindy Nelson    | Esqui alpino                           |
| 1980 Lake Placid    | Scott Hamilton  | Patinação artística                    |
| 1984 Sarajevo       | Frank Masley    | Luge                                   |
| 1988 Calgary        | Lyle Nelson     | Biatlo                                 |
| 1992 Albertville    | Bill Koch       | Esqui cross-country                    |
| 1994 Lillehammer    | Cammy Myler     | Luge                                   |
| 1998 Nagano         | Eric Flaim      | Patinação de velocidade                |
| 2002 Salt Lake City | Amy Peterson    | Patinação de velocidade em pista curta |
| 2006 Turim          | Chris Witty     | Patinação de velocidade                |
| 2010 Vancounver     | Mark Grimmette  | Luge                                   |
| 2014 Sóchi          | Todd Lodwick    | Combinado nórdico                      |
| 2018 PyeongChang    | Erin Hamlin     | Luge                                   |
| 2022 Pequim         | Brittany Bowe   | Patinação de velocidade                |
| 2022 Pequim         | John Shuster    | Curling                                |